# Charkivska (metrostation)
Charkivska (Oekraïens: Харківська, ⓘ) is een station van de metro van Kiev. Het station werd geopend op 30 december 1994 en was tot augustus 2005 het zuidoostelijke eindpunt van de Syretsko-Petsjerska-lijn. Het metrostation bevindt zich op de linkeroever van de Dnjepr, onder het verkeersplein waar de Prospekt Mykoly Bazjana (Mykola Bazjanlaan) en de Voelytsja Revoetskoho (Revoetskystraat) elkaar kruisen. Zijn naam dankt het station aan het Charkivskyj Masyv ("Charkovblok"), een groot woongebied in de omgeving.
Het station is ondiep gelegen en bestaat uit één gewelfde ruimte waarin zich zowel het perron als beide lokettenzalen bevinden. In het midden van de hal zijn drie kroonluchters opgehangen, de overige lampen bevinden zich in twee ovale stroken in het dak, die doorlopen tot in de lokettenzalen. De lokettenzalen komen uit in twee voetgangerstunnels onder de Prospekt Mykoly Bazjana die leiden naar open ruimtes in het bovenliggende verkeersplein.